# Funkturm Halle
Der Funkturm Halle ist der zweithöchste für funktechnische Zwecke errichtete freistehende Stahlfachwerkturm in Deutschland (nach den Funkturm Leipzig). Er wurde im Jahr 2005 in Halle (Saale) (Sachsen-Anhalt) von der Steffens & Nölle GmbH im Auftrag der Deutschen Telekom AG für die Verbreitung von Fernsehprogrammen im DVB-T-Modus errichtet und ist 160,5 Meter hoch.

## Sendebetrieb
Der DVB-T-Betrieb startete offiziell am 5. Dezember 2005. Übertragen wurden seitdem ausschließlich öffentlich-rechtliche Programme, private Fernsehanstalten beantragten zunächst aufgrund der geringen Reichweite keine Lizenz. Jedoch am 30. April 2009 wurde durch die Sächsische Landesmedienanstalt der Sendergruppe RTL die Zulassung im Verbreitungsgebiet Leipzig-Halle erteilt, nachdem die Landesmedienanstalt Sachsen-Anhalt bereits die Zustimmung erteilte. Von Dezember 2009 bis 31. Dezember 2014 wurde VISEO+ mit sechs Programmen der RTL Gruppe im MPEG-4-Verfahren verbreitet. Für die Dekodierung des mit Conax verschlüsselten Signals war ein zusätzlicher Decoder nötig.
Am 31. Mai 2016 begann die Pilotbetrieb-Ausstrahlung von DVB-T2 HD Programmen.
Am 29. März 2017 endete die Ausstrahlung von DVB-T-Programmen und der Regelbetrieb von DVB-T2 HD wurde aufgenommen. Seitdem senden im DVB-T2-Standard die Programme der ARD (MDR-Mux), des ZDF sowie das kommerzielle Angebot von freenet TV (in Irdeto verschlüsselt) im HEVC-Videokodierverfahren und in Full-HD-Auflösung.
Außer vom Funkturm wird in Halle auch von einem etwa drei Kilometer nördlich gelegenen Bürogebäude ("HalleTower") in der Magdeburger Straße aus ca. 70 m über Grund digitales terrestrisches Fernsehen ausgestrahlt, nämlich das Programm von TV Halle, weiterhin im DVB-T-Standard.

## Frequenzen und Programme

### Analoges Radio (UKW)
| Frequenz (MHz) | Programm                | RDS PS   | RDS PI | Regionalisierung | ERP (kW) | Antennendiagramm rund (ND)/gerichtet (D) | Polarisation horizontal (H)/vertikal (V) |
| -------------- | ----------------------- | -------- | ------ | ---------------- | -------- | ---------------------------------------- | ---------------------------------------- |
| 98,3           | Rockland Sachsen-Anhalt | ROCKLAND | D3DA   | -                | 0,5      | D (330°)                                 | H                                        |

### Digitales Fernsehen (DVB-T2)
Die DVB-T2 HD-Ausstrahlungen aus Halle sind im Gleichwellenbetrieb (Single Frequency Network) mit anderen Sendestandorten.
Alle kursiv dargestellten Sender sind verschlüsselt und nur über die DVB-T2 HD-Plattform freenet TV empfangbar.
| Kanal | Frequenz (MHz) | Multiplex                                                | Programme im Multiplex | ERP (kW) | Antennendiagramm rund (ND)/ gerichtet (D) | Polarisation horizontal (H) / vertikal (V) | Modulationsverfahren | FEC | Guardintervall | Bitrate (MBit/s) | Gleichwellennetz (SFN)                                                          |
| ----- | -------------- | -------------------------------------------------------- | --- | -------- | ----------------------------------------- | ------------------------------------------ | -------------------- | --- | -------------- | ---------------- | ------------------------------------------------------------------------------- |
| 38    | 610            | MDR 1 (ARD)                                              | - Das Erste HD - tagesschau24 HD - MDR Sachsen HD - MDR S-Anhalt HD - MDR Thüringen HD - NDR FS NDS HD - rbb Brandenburg HD - SWR BW HD                                                                                             | 50       | ND                                        | V                                          | 64-QAM               | 3/5 | 19/256         | 23,6             | Wittenberg, Halle-Stadt                                                         |
| 24    | 498            | MDR 2 (ARD)                                              | - arte HD - PHOENIX HD - ONE HD - BR Fernsehen HD - hr-fernsehen HD - WDR HD Köln - ARD-alpha HD (Internet) 1) - SWR BW HD (Internet) 1)                                                                                            | 50       | ND                                        | V                                          | 64-QAM               | 3/5 | 19/256         | 23,6             | Leipzig/Messegrund, Wittenberg, Halle-Stadt                                     |
| 22    | 482            | Substream 0: ZDF (ZDFmobil) Substream 1: MEDIA BROADCAST | Substream 0: - ZDF HD - ZDFinfo HD - zdf_neo HD - 3sat HD - KiKA HD Substream 1: - freenet.TV connect | 50       | ND                                        | V                                          | 64-QAM               | 3/5 | 19/128         | 22               | Leipzig/Messegrund, Chemnitz (Geyer), Chemnitz (Reichenhain), Gera, Halle-Stadt |
| 43    | 650            | MEDIA BROADCAST (RTL Group)                              | - RTL HD - VOX HD - SUPER RTL HD - RTL II HD - n-tv HD - RTL NITRO HD - Tele 5 HD | 50       | ND                                        | V                                          | 64-QAM               | 2/3 | 1/16           | 27,6             | Leipzig/Messegrund, Gera, Halle-Stadt                                           |
| 28    | 530            | MEDIA BROADCAST (ProSiebenSat.1 Media)                   | - SAT.1 HD - ProSieben HD - kabel eins HD - SIXX HD - Pro7 MAXX HD - SAT.1 Gold HD - Sport1 HD | 50       | ND                                        | V                                          | 64-QAM               | 2/3 | 1/16           | 27,6             | Leipzig/Messegrund, Gera, Halle-Stadt                                           |
| 26    | 514            | MEDIA BROADCAST                                          | Substream 0: - Disney Channel HD - N24 HD - DMAX HD - WELT HD - Eurosport 1 HD - nickelodeon HD - test - QVC HD - QVC2 HD - 1-2-3 HD - HSE24 HD - Bibel TV HD Substream 1: - freenet.TV Info - ssu (System Software Update service) | 50       | ND                                        | V                                          | 64-QAM               | 2/3 | 1/16           | 27,6             | Leipzig/Messegrund, Halle-Stadt                                                 |

  1)Für den Empfang von ARD-alpha HD (Internet) und SWR BW HD (Internet) ist ein hbb-TV fähiges Endgerät erforderlich.

### Digitales Fernsehen (DVB-T)
Die DVB-T-Ausstrahlung vom Funkturm Halle wurde mit dem Übergang zu DVB-T2 HD eingestellt.
Im DVB-T-Modus sind in Halle und Umgebung weiterhin die Sendungen von TV Halle zu empfangen, welche vom Senderstandort Halle, Magdeburger Str. verbreitet werden.
| Kanal | Frequenz (MHz) | Multiplex | Programme im Multiplex | ERP (kW) | Antennendiagramm rund (ND)/ gerichtet (D) | Polarisation horizontal (H) / vertikal (V) | Modulationsverfahren | FEC | Guardintervall | Bitrate (MBit/s) | Gleichwellennetz (SFN)        |
| ----- | -------------- | --------- | ---------------------- | -------- | ----------------------------------------- | ------------------------------------------ | -------------------- | --- | -------------- | ---------------- | ----------------------------- |
| 40    | 626            | HMS GmbH  | TV:H - TV Halle        | 5        | D (170-010°)                              | V                                          | QPSK                 | 2/3 | 1/8            | 7,37             | HalleTower (Magdeburger Str.) |